# Supercopa de España de Baloncesto 2017
La Supercopa de España de Baloncesto 2017 o Supercopa Endesa fue la 14.ª edición del torneo desde que está organizada por la ACB y la 18.ª desde su fundación. Se disputó en el Gran Canaria Arena de Las Palmas de Gran Canaria entre el 22 y el 23 de septiembre de 2017. Resultó ganador el Valencia Basket, que se impuso en la final al anfitrión Herbalife Gran Canaria.

## Equipos participantes
Los equipos participantes de acuerdo a los criterios de participación establecidos por la ACB fueron:
| Equipo                 | Clasificación              | Participación |
| ---------------------- | -------------------------- | ------------- |
| Herbalife Gran Canaria | Anfitrión                  | 4.ª           |
| Valencia Basket        | Campeón de la Liga Endesa  | 4.ª           |
| Real Madrid            | Campeón de la Copa del Rey | 15.ª          |
| Unicaja Málaga         | Campeón de la EuroCup      | 5.ª           |

## Árbitros
Los árbitros elegidos para arbitrar los encuentros de esta edición fueron:
- Jordi Aliaga Solé
- Francisco Araña Santana
- Carlos Cortés Rey
- Miguel Ángel Pérez Pérez
- Emilio Pérez Pizarro
- Carlos Peruga Embid

## Cuadro
|  | Semifinales            | Semifinales |                        |                 | Final | Final |  |
|  |                        |             |                        |                 |       |       |  |
|  |                        |             |                        |                 |       |       |  |
|  | Valencia Basket        | 83          |                        |                 |       |       |  |
|  | Valencia Basket        | 83          |                        |                 |       |       |  |
|  | Unicaja Málaga         | 78          |                        |                 |       |       |  |
|  | Unicaja Málaga         | 78          |                        | Valencia Basket | 69    |       |  |
|  |                        |             |                        | Valencia Basket | 69    |       |  |
|  |                        |             | Herbalife Gran Canaria | 63              |       |       |  |
|  | Herbalife Gran Canaria | 73          | Herbalife Gran Canaria | 63              |       |       |  |
|  | Herbalife Gran Canaria | 73          |                        |                 |       |       |  |
|  | Real Madrid            | 64          |                        |                 |       |       |  |
|  | Real Madrid            | 64          |                        |                 |       |       |  |
|  |                        |             |                        |                 |       |       |  |

## Semifinales
El sorteo de las semifinales fue el 7 de julio de 2017 en el Gran Canaria Arena.
| 22 de septiembre de 2017 19:30 (CEST) | Valencia Basket                                                    | 83–78                      | Unicaja Málaga                                                                | |  |
|                                       | Parciales: 31–18, 19–18, 16–27, 17–15                              |                            |                                                                               | |  |
|                                       | Estadísticas E. Green 18 W. Thomas 9 A. Diot 6 W. Thomas 16 (Val.) | Reporte Pts Reb Asts Otros | Estadísticas 23 N. Nedovic 5 G. Shermadini 4 J. Augustine (Val.) 16 J. Brooks | Pabellón: Gran Canaria Arena, Las Palmas de Gran Canaria Asistencia: 8.975 espectadores Árbitros: Emilio Pérez Pizarro Carlos Peruga Embid Francisco Araña Santana |  |

| 22 de septiembre de 2017 22:00 (CEST) | Herbalife Gran Canaria                                                   | 73–64                      | Real Madrid                                                           | |  |
|                                       | Parciales: 24–17, 13–11, 14–11, 22–25                                    |                            |                                                                       | |  |
|                                       | Estadísticas A. Pasecniks 11 S. McKissic 7 A. Oliver 6 E. Báez 19 (Val.) | Reporte Pts Reb Asts Otros | Estadísticas 17 G. Ayón 5 F. Campazzo 3 F. Campazzo (Val.) 21 G. Ayón | Pabellón: Gran Canaria Arena, Las Palmas de Gran Canaria Asistencia: 9.386 espectadores Árbitros: Miguel Ángel Pérez Pérez Carlos Cortés Rey Jordi Aliaga Solé |  |

## Final
| 23 de septiembre de 2017 18:30 (CEST) | Valencia Basket                                                                  | 69–63                      | Herbalife Gran Canaria                                                      | |  |
|                                       | Parciales: 13–13, 10–19, 25–14, 21–17                                            |                            |                                                                             | |  |
|                                       | Estadísticas F. San Emeterio 18 B. Dubljevic 7 G. Vives 2 B. Dubljevic 25 (Val.) | Reporte Pts Reb Asts Otros | Estadísticas 13 M. Eriksson 5 X. Rabaseda 8 A. Oliver (Val.) 18 M. Eriksson | Pabellón: Gran Canaria Arena, Las Palmas de Gran Canaria Asistencia: 9.478 espectadores Árbitros: Emilio Pérez Pizarro Carlos Peruga Embid Carlos Cortés Rey Jordi Aliaga Solé (Reserva) |  |

## Concurso de Triples
El ganador del Concurso de Triples "El Corte Inglés" fue Markus Eriksson, imponiéndose en la final a Lucio Redivo por 25–21.